# 趙達 (東吳)
趙達（？—？），河南人，三國時期東吳官員。因擅長九宮一算的預測學與劉惇、吳範、嚴武、曹不興、皇象、宋壽和鄭嫗合稱東吳八絕。

## 生平
趙達年輕時向東漢侍中單甫求學，為人心思細密。因為一次見到東南面有王氣，所以到江東避難。趙達懂得九宮一算之術，所以能應機立成。趙達亦懂得算人壽命，曾算出东吴开国皇帝孙权将在位二十四年。他有一次說：「吾算訖盡某年月日，其終矣。」其妻聽到後不禁流淚。趙達又說：「向者謬誤耳，尚未也。」後來趙達果然去世。
《拾遗记》记载孙权的赵夫人为“丞相赵达妹”。

## 师父
單甫，東漢侍中。